# Bulbophyllum bicolor
Bulbophyllum bicolor là một loài phong lan thuộc chi Bulbophyllum.